# Eometatheria
Los eometaterios (Eometatheria) son un superorden de marsupiales pertenecientes a la magnorden Australidelphia que incluye todas las especies vivas actualmente de marsupiales de Oceanía.

## Filogenia
```
  --o Superorden Eometatheria - (Simpson, 1970)
    |-o Orden 
Notoryctemorphia
 - (Kirsch, 1977)
    | `-o Familia 
Notoryctidae
 - Ogilby, 1892
    |-o Orden 
Yalkaparidontia
 - Archer et al., 1988 (†)
    | `-o Familia 
Yalkaparidontidae
 - Archer et al., 1988 (†)
    |-o Granorden 
Dasyuromorphia
 - (Gill, 1872)
    | `-o Orden 
Dasyuromorphia
 - (Gill, 1872)
    |   |-o Familia 
Dasyuridae
 - (Goldfuss, 1820)
    |   |-o Familia 
Myrmecobiidae
 - Waterhouse, 1841
    |   `-o Familia 
Thylacinidae
 - Bonaparte, 1838 (†)
    `-o Granorden 
Syndactyli
 - (Gill, 1871)
      |-o Orden 
Diprotodontia
 - Owen, 1866 
      | |-o Familia 
Palorchestidae
 - (Tate, 1948) (†)
      | |-o Familia 
Tarsipedidae
 - Gervais & Verreaux, 1842 
      | |-o Familia 
Thylacoleonidae
 - Gill, 1872 (†)
      | |-o Familia 
Wynyardiidae
 - Osgood, 1921 (†)
      | |-o Superfamilia 
Phalangeroidea
 - (Thomas, 1888)
      | | |-o Familia 
Acrobatidae
 - Aplin, 1987 
      | | |-o Familia 
Burramyidae
 - Broom, 1898
      | | |-o Familia 
Ektopodontidae
 - Stirton et al., 1967 (†)
      | | |-o Familia 
Macropodidae
 - (Gray, 1821) 
      | | |-o Familia 
Miralinidae
 - Woodburne et al., 1987 (†)
      | | |-o Familia 
Petauridae
 - (Bonaparte, 1838)
      | | |-o Familia 
Phalangeridae
 - Thomas, 1888
      | | |-o Familia 
Phascolarctidae
 - Owen, 1839 
      | | `-o Familia 
Pilkipildridae
 - Archer et al., 1987 (†)
      | `-o Superfamilia 
Vombatoidea
 - (Burnett, 1830)
      |   |-o Familia 
Diprotodontidae
 - Gill, 1872 (†)
      |   |-o Familia 
Ilariidae
 - Tedford & Woodburne, 1987 (†)
      |   `-o Familia 
Vombatidae
 - Burnett, 1829
      `-o Orden 
Peramelemorphia
 - (Kirsch, 1968)
        |-o Familia 
Peramelidae
 - (Gray, 1825)
        `-o Familia 
Peroryctidae
 - Archer et al., 1989
```